# Вязки (Псковский район)
Вязки — деревня в Псковском районе Псковской области. Входит в состав Серёдкинской волости. 
Расположена в 48 км к северу от Пскова и в 6 км к востоку от села Серёдка.

## Население
| 2001 | 2002 | 2010 |
| ---- | ---- | ---- |
| 49   | ↘45  | ↘28  |

## Топографические карты
- Лист карты O-35-XVII Новоселье. Масштаб: 1 : 200 000. Издание 1980 г.